# 小行星5331
小行星5331（5331 Erimomisaki）是一颗绕太阳运转的小行星，为主小行星带小行星。该小行星于1990年1月27日发现。

## 轨道参数
小行星5331的轨道半长轴为2.7650026 UA，离心率为0.391。